# Pseudosermyle chorreadero
Pseudosermyle chorreadero är en insektsart som beskrevs av Conle, Hennemann och Fontana 2007. Pseudosermyle chorreadero ingår i släktet Pseudosermyle och familjen Diapheromeridae. Inga underarter finns listade i Catalogue of Life.